# Orgyia aurolimbata
Orgyia aurolimbata är en fjärilsart som beskrevs av Achille Guenée 1835. Orgyia aurolimbata ingår i släktet fjädertofsspinnare, och familjen tofsspinnare. Inga underarter finns listade i Catalogue of Life.